# Ems
Az Ems (ejtsd: emsz, latinul Amisia, hollandul Eems) Északnyugat-Németország és Északkelet-Hollandia egyik legjelentősebb folyója és nemzetközi víziútja. Vesztfáliában ered és Alsó-Szászországon keresztül éri el az Északi-tengert a Dollart öbölnél.
Az Ems összesen 371 km hosszú, ebből 238 kilométer hajózható. A hagyomány szerint a folyam a güterslochi Holte-Strukenbock kastély kertjében ered. Az Emset négy szakaszra tagolja a földrajztudomány:
- Felső-Ems (a forrástól a Linken-Hakenfähr melletti zúgóig)
- Középső-Ems (Linken-Hakenfährtől Papenburgig)
- Alsó-Ems (Papenburgtól az Delfzijlig)
- Külső-Ems (Dellfzijltől a Ems-Nyugat bójáig)

## Kikötőgazdaság és tengeri hajózás

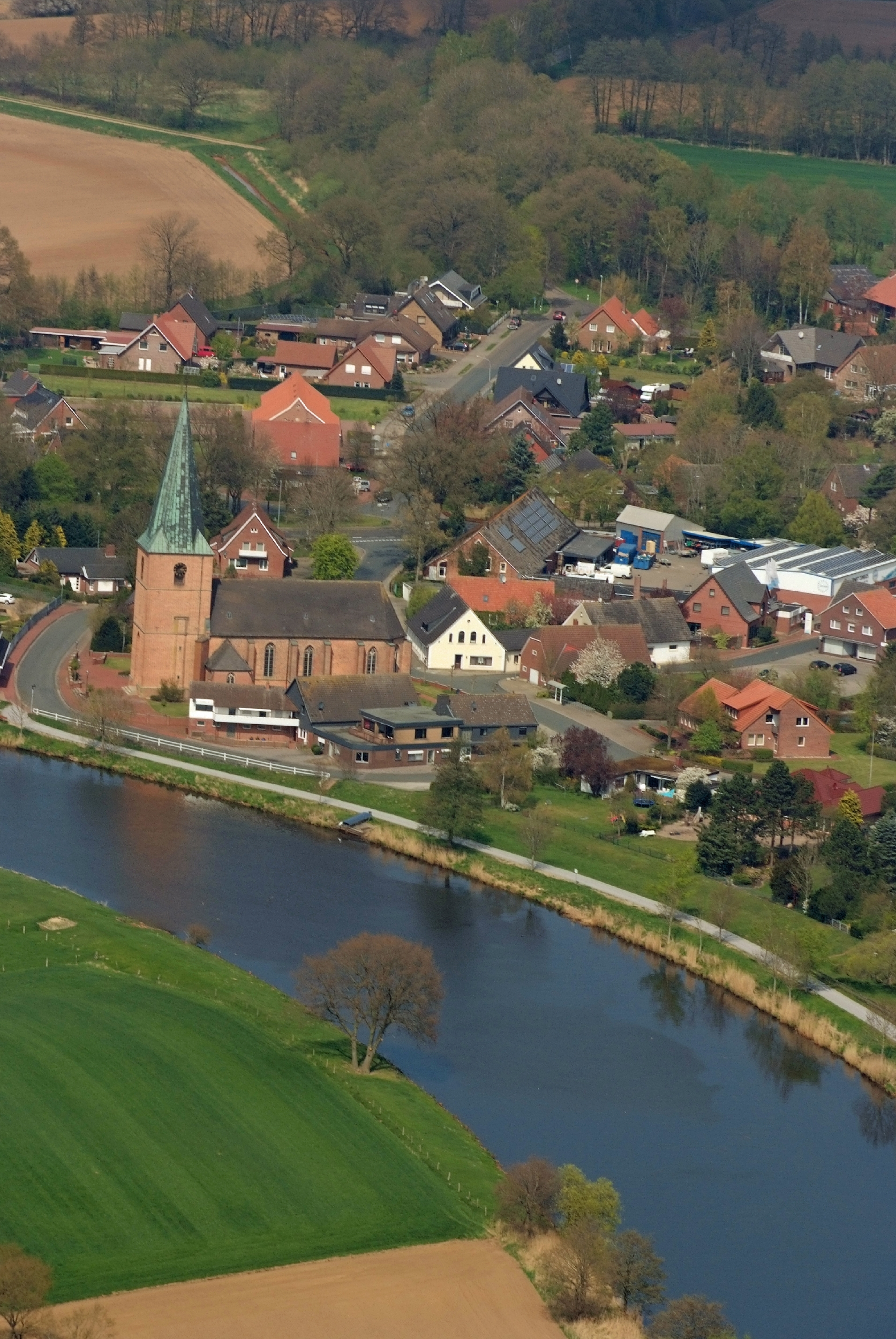
Az Ems egy szakasza

Az Ems a torkolatától kezdve Papenburgig nemzetközi tengeri hajózó útvonalnak minősül. A folyam mellett kiépült kikötők fontos nehézipari tevékenységek telephelyei és logisztikai bázisai. Ezek közül a legjelentősebb az úszó luxusszállodákat gyártó papenburgi Meyer hajógyár, illetve az emdeni autóterminál.
A tengeri hajók számára megfelelő vízmélység biztosítása érdekében Brinkum mellett egy duzzasztóművet építettek, amely Papenburgig képes 11 méteres vízmélységet biztosítani. A Papenburg alatti Ems-hidak szükség esetén felnyithatóak, míg az A31-es autópálya alagúttal keresztezi a víziutat.
Az Ems rendszeres duzzasztását az 1990-es évek eleje óta a környezetvédő szervek egyre erősebb tiltakozása kíséri, mivel az erősen ingadozó vízszint tönkretette a folyópart korábban gazdag élővilágát.